# 波格列德茨島
62°27′39.7″S 60°09′30″W / 62.461028°S 60.15833°W
波格列德茨島（Pogledets Island），是南極洲的島嶼，位於南設得蘭群島的利文斯頓島西北面，處於扎瓦拉島東北面0.86公里、阿斯皮斯島西北面0.45公里和威廉斯角西南面1.45公里，屬於鄧巴群島的一部分，長0.2公里、寬0.17公里，以保加利亞山峰命名，現時由南極條約體系管理。